# Sophronica collarti
Sophronica collarti là một loài bọ cánh cứng trong họ Cerambycidae.